# Vụ Vương Lập Quân
Vụ Vương Lập Quân diễn ra vào tháng 2 năm 2012 khi Vương Lập Quân, nguyên là phó thị trưởng thành phố Trùng Khánh, đã bất ngờ bị giáng chức. Giữa những tin đồn về việc "đấu đá chính trị nội bộ" với bí thư thành ủy Trùng Khánh Bạc Hy Lai, Vương đã sắp xếp một cuộc họp vào ngày 06 tháng hai tại lãnh sự quán Hoa Kỳ tại Thành Đô, nơi ông ở lại trong thời gian 24 tiếng. Các nhà quan sát suy đoán rằng Vương có thể đã được cố gắng để đào thoát hoặc tìm nơi tỵ nạn trốn thoát khỏi bàn tay Bạc Hy Lai. Ông sau đó tự nguyện rời khỏi lãnh sự quán Mỹ. Đến ngày 7 tháng 2 năm 2012, thứ trưởng công an Thu Cẩn hộ tống Vương về Bắc Kinh, thông tin này được tiết lộ do có danh sách hai vé máy bay hạng nhất trên trang web một hãng hàng không.
Khoảng 11g sáng thứ tư 8 tháng 2, chính quyền thành phố Trùng Khánh chính thức thông báo Vương Lập Quân, cựu giám đốc công an thành phố, đã được "nghỉ phép để điều trị", do "bị căng thẳng và làm việc quá sức lâu dài". Cùng ngày, phát ngôn viên bộ Ngoại giao Hoa Kỳ ở Washington xác nhận Vương Lập Quân đã đến lãnh sự quán Hoa Kỳ ở Thành Đô với tư cách phó thị trưởng, và sau đó "tự nguyện rời khỏi". Kể từ đó, lãnh sự quán không thể liên hệ với Vương. Bộ Ngoại giao Trung Quốc ngày 9 tháng 2 năm 2012 thừa nhận chuyến viếng thăm lãnh sự quán Mỹ của Vương và nói rằng vấn đề "đang được điều tra".
Vụ bê bối có thể có ảnh hưởng đáng kể cho một số quan chức hàng đầu của Đảng Cộng sản Trung Quốc, bao gồm khả năng trì hoãn sự nghiệp đang tiến triển của Bạc Hy Lai. Trong số các tác động có thể của vụ bê bối này là làm mất uy tín "mô hình Trùng Khánh" và "phong trào văn hóa đỏ" xúc tiến bởi Bạc Hy Lai. Một số nhà phân tích đã so sánh kết quả của nỗ lực đào thoát rõ ràng Vương Lập Quân như chuyến bay không thành công của Lâm Bưu trong cuộc Cách mạng Văn hóa.
Ngày 15 tháng 3 năm 2012, Bạc Hy Lai đã bị cách chức bí thư thành ủy Trùng Khánh.